# Zagrebački velesajam
Zagrebački velesajam (дослівно Загребський ярмарок) — комплекс виставкових майданчиків у місті Загреб, Хорватія. Щороку понад 25 спеціалізованих заходів проводяться в павільйонах Zagrebački velesajam, де загалом були присутні понад 6000 учасників з 50 країн світу. Крім виставок також використовується як конференц-центр.